# Вернер I фон Алвенслебен
Вернер I фон Алвенслебен (на немски: Werner von Alvensleben; † ок. 1395) е благородник от род фон Алвенслебен в Алтмарк в Саксония-Анхалт, от 1378 г. господар на замък Изеншнибе/Гарделеген в Саксония-Анхалт.

## Биография
Той е син на Гебхард (VI) фон Алвенслебен († сл. 1361) и съпругата му Агнес. Внук е на Вернер фон Алвенслебен и Берта. Брат е на Гебхард фон Алвенслебен (1393 – сл. 1425), Хайнрих фон Алвенслебен († ок. 1445) и София фон Алвенслебен.
Фамилията фон Алвенслебен с Вернер I фон Алвенслебен, синът му Гебхард XIV фон Алвенслебен († ок. 1428) и внукът му Вернер II фон Алвенслебен († 1472/1477) притежава от 1378 до 1857 г. замък Изеншнибе/Гарделеген в Саксония-Анхалт.

## Фамилия
Вернер I фон Алвенслебен се жени за Берта. Те имат двама сина:
- Гебхард XIV фон Алвенслебен († ок. 1428), женен I. за Илза, II. за Гезека; от първия брак баща на:
  - Вернер II фон Алвенслебен († 1472/1477)
- Курд фон Алвенслебен